# كورتيناي تايلور
كورتيناي تايلور (بالإنجليزية: Courtenay Taylor)‏ هي ممثلة ومؤدية أصوات أمريكية بدأت مسيرتها الفنية عام 1994. معروفة يعملها على عدة ألعاب فيديو مثل حرب النجوم: فرسان الجمهورية القديمة وفول أوت 4.

## أعمال

### أفلام
- محور الشر
- ريزدنت إيفل: دامنيشن

### مسلسلات
- آفاتار: أسطورة أنج
- عقول إجرامية
- سي اس آي: نيويورك
- آي كارلي
- بيرسون أوف إنترست
- العرض العادي
- شت آب
- ويزردز أوف ويفرلي بليس

### ألعاب
|  | - أيس كمبات: أسولت هورايزن - ألفا بروتوكول - باتمان: فارس أركم - كول أوف ديوتي 2 - كوماند أند كونكر 3: تيبيريم وارز - كوماند أند كنكر: ريد أليرت 3 - ديستني - ديابلو 3 - ديزني إنفنتي - دراغون أيج : اوريغون | - درايفر: سان فرانسيسكو - ريزدنت إيفل: أوبريشن راكون سيتي - ريزدنت إيفل 6 - ريد فاكشن: جوريلا - ماس إفكت 3 - ماس إفكت 2 - رجوع لايتنينغ: فاينل فانتازي XIII - الرجل الحديدي - هيلو وورز - هيلو: ريتش | - إله الحرب - جيرز أوف وور: ججمينت - جيرز أوف وور 3 - بروجكت زيرو 3: ذا تورمنتد - إيفولف - ساينتس رو IV - ستار كرافت 2 - حرب النجوم: فرسان الجمهورية القديمة - مخطوطات الشيخ أونلاين - ذا لاست أوف أس | - اكس كوم: العدو المجهول |  |

## وصلات خارجية
- Official website
- كورتيناي تايلور على موقع IMDb (الإنجليزية)
- كورتيناي تايلور على موقع قاعدة بيانات الفيلم (الإنجليزية)